# Szabyest
Szabó Szabolcs Achilles (művésznevén Szabyest, Budapest, 1992. november 26. –) magyar énekes, dalszerző, dalszövegíró, producer.
Karrierjét a különböző közösségi média oldalakra támaszkodva építette fel, a magyar közösségi média egyik ismert szereplője. Kártyavár című dalának köszönhetően vált ismertté 2014-ben. Ekkor szerződött a Gold Record lemezkiadóval, 2015-ben pedig a Magneotonnal is szerződést kötött. A HVG 2015-ös felmérése szerint a magyar videoblogger mezőnyből ő volt a 10-16 éves lányok egyik kedvence. A Dal 2017 című műsor legjobb 30 előadója közé is bekerült, de később kizárták a versenyből a szabályok megsértése miatt, mert a határidő előtt megjelent dallal indult.
A 2010-es években hálószoba-popnak nevezték el ezt a zenei stílust.

## Pályafutása
2009 végén rakott össze egy házi stúdiót, ami a legalapvetőbb stúdiós felszerelésekből állt. A dalait a kezdetektől fogva, napjainkig otthon készíti el.
2010-ben interneten jelentette meg az első – saját maga által készített – albumát. 2011-ben jelent meg a Minden más című dala, majd 2012-ben a Te mosolyod.
2014 szeptemberében a Budapesti Kommunikációs Főiskola média design szakán volt végzős hallgató.

### Ask.fm
2013-ban főként az Ask.fm és a Facebook közösségi oldalán tett szert szélesebb körű ismertségre. Az Ő az enyém és a Nem akarom című dala megjelenése köthető ehhez a korszakához, amikhez saját maga készített Lyrics videókat.

### Rés a pajzson
2014-ben leforgatta az új dalához a Kártyavár című klipet, amely meghozta a hőn áhított sikert, ekkor szerződött a Gold Record lemezkiadóval.

### Ki Mit Tube
A Gold Record gondozásában megjelent Veled forog a világ című dalát nevezték az első internetes tehetségkutató versenybe, a Ki Mit Tube-ba, ahol Puzsér Róbert és Saiid is kemény kritikával illették ezt a popdalt.
2014 őszén kilépett a Gold Record kiadójától.

### Kiadóváltástól a VIVA kiemeltjéig
2015-ben átigazolt a Magneotonhoz. Itt jelent meg az új dala, a Holnaptól, amely a VIVA televízió áprilisi VIVAPUSH kiemeltje lett. Több hétig szerepelt a dal a VIVA slágerlistájának élén és dobogóján a Viva Chart Showban. 2015 végén a VIVA televízió Az év dala műsorában a magyar III. helyezését érte el, a Wellhello és a győztes együttes, a Halott Pénz mögött.

### Stílusváltás
2016-ot egy vicces klippel indította. Lájkéhes címmel jelentette meg rapdalát. Ezt a klipet is ő rendezte és készítette, amelyben a videóiról ismert Jónás Rómeó tűnt fel. A klipnek nagy visszhangja volt a közösségi médiában is a tőle meg nem szokott stílus és szöveg miatt.[forrás?]
A Szakadékok közt című dala már egy más hangzást és stílusvilágot célzott meg az előzőekhez képest. A klipben rendezőként működött közre.

### Youtuber korszak
2016-ban indította videoblog csatornáját a YouTube-on. 2017-ben már nézettséget is szerzett.

### FEF, azaz a Fanta Elnöki Főnökség (2017)
Szabyest lett a Fanta fő kampányarca, azaz az elnöke a Fanta Elnöki Főnökségnek a 2017-es évre. 2018-ban már nem volt tagja a FEF csapatának.

### Dedikált sorozatok
2018-ban debütált a saját ötlete alapján megvalósított kisfilm sorozata, amely 6+1 egységű sorozatrészt takar. Bizonyos dalaihoz rövid, pár perces sorozatrészekből összeálló történetet készít, amely a dal mondanivalójának egyfajta leképezése, a történet elmesélése. Az első ilyen projekt a Szakítasz vagy nem?! című sorozata volt. A sorozat és a klip elkészítésében, mint egyfajta producer[pontosabban?] vett szerepet.

### STABILEST
2019-ben alteregót indított, STABILEST művésznéven.

## Diszkográfia

### Nagylemezek
- 2019 - Dilemma (CD) - Strong Record
- 2021 - XYZ (CD) Strong Record
- 2023 - Igentudom (CD) Strong Record

### Dalai
Singleként megjelent dalai:
- 2011 – Minden más – Szerzői kiadás
- 2012 – Te mosolyod – Szerzői kiadás
- 2013 – Ő az enyém – Szerzői kiadás
- 2013 – Nem akarom – Szerzői kiadás
- 2014 – Kártyavár – Gold Record
- 2014 – Veled forog a világ – Gold Record
- 2015 – Holnaptól – Magneoton
- 2015 – Másképp lesz – Magneoton
- 2015 – Daylight Fading – Magneoton
- 2016 – Lájkéhes – Szerzői kiadás
- 2016 – Szakadékok közt – Magneoton
- 2016 – Szerelem kell – Magneoton
- 2017 – Emlékezz – Magneoton
- 2017 – Veled lennék – Szerzői kiadás
- 2017 – Hosszú az út – Szerzői kiadás
- 2018 – Repít a szél – Szerzői kiadás
- 2018 – Útitárs – Szerzői kiadás
- 2018 – Szakítasz vagy nem?! – Szerzői kiadás
- 2019 – Nélküled múlt el a tél (ft. Children of Distance) – Szerzői kiadás
- 2019 – Még egyszer – Szerzői kiadás

### Videóklipjei
- 2014 – Kártyavár – Gold Record
- 2014 – Veled forog a világ – Gold Record
- 2015 – Holnaptól – Magneoton
- 2015 – Másképp lesz – Magneoton
- 2015 – Daylight Fading – Magneoton
- 2016 – Lájkéhes – Szerzői kiadás
- 2016 – Szakadékok közt – Magneoton
- 2016 – Szerelem kell – Magneoton
- 2017 – Emlékezz – Magneoton
- 2017 – Veled lennék – Szerzői kiadás
- 2017 – Hosszú az út – Szerzői kiadás
- 2018 – Repít a szél – Szerzői kiadás
- 2018 – Útitárs – Szerzői kiadás
- 2018 – Szakítasz vagy nem?! – Szerzői kiadás
- 2019 – Nélküled múlt el a tél (ft. Children of Distance) – Szerzői kiadás
- 2019 – Még egyszer – Szerzői kiadás